# 王家楫
王家楫（1898年5月5日—1976年12月19日），乳名德璋，号仲济，江苏奉贤（今上海奉贤）人，中国生物学家，中国生物学的重要开拓者，中国原生动物学的奠基人，中国轮虫研究的开创人。

## 生平
1898年5月5日出生于江苏省奉贤县的一个书香之家。父亲王渭是清末举人，曾任奉贤县沙地局局长、肇文书院校长。三岁起读四书五经。1898年六岁时，在肇文书院接受启蒙教育。
1914年7月至1917年6月，先后在上海江苏省立第一商业学校、江苏南通私立专门纺织学校预科、南京私立金陵大学附属中学高中部（今金陵中学）学习。
1917年7月，考入南京高等师范学校（1920年改为国立东南大学），攻读农学、生物学。1921年6月毕业，任国立东南大学附属中学（今南师附中）自然和生物学教员。1922年7月至1924年11月，任中国科学社生物研究所助理员，师从秉志等教授，并于1921年7月至1923年6月在东大生物系补足大学本科毕业的学分，1923年6月获国立东南大学（後更名国立中央大学）生物系学士学位。
1925年1月，赴美国费城宾夕法尼亚大学动物系深造。1928年获哲学博士学位，同时被授予优秀生物工作者金质奖章。其间，1925年1月至1928年9月被聘为美国韦斯特生物研究所访问学者和林穴海洋生物研究所客座研究员。1928年9月，任耶鲁大学斯特林研究员。
1929年7月回国，任中国科学社生物研究所动物学部研究员和国立中央大学生物系教授。1934年7月，国立中央研究院自然历史博物馆改为国立中央研究院动植物研究所，任所长。1937年抗战爆发，率中央研究院动植物研究所辗转西迁。1944年5月，中研院动植物研究所分建为动物研究所和植物研究所，任中央研究院动物研究所所长。1948年，当选为中央研究院第一屆院士。
1950年，筹建中国科学院水生生物研究所，任所长。1959年起兼任中国科学院武汉分院（中南分院）副院长。
1966年文革開始後，王家楫遭批判斗辱抄家。1969年「毛澤東軍工宣隊」懷疑王家楫為國民黨軍統、中統特務系統骨幹，將其毒打至昏厥，軍代表怕承擔責任，才把他放出牢房，監外候審。
1976年12月19日逝世。
曾长期担任《水生生物学集刊》、《海洋与湖沼》学报主编。